# Товарково (Калузька область)
Товарково (рос. Товарково) — смт в Дзержинському районі Калузької області Російської Федерації.
Населення становить 15 606 осіб. Входить до складу муніципального утворення Селище Товарково.

## Історія
Від 2004 року входить до складу муніципального утворення Селище Товарково.

## Населення
| 1970    | 1979    | 1989    | 2002    | 2009    | 2010    | 2012    |
| ------- | ------- | ------- | ------- | ------- | ------- | ------- |
| 4659    | ↗6413   | ↗12 736 | ↗14 454 | ↗14 569 | ↘14 496 | ↗14 508 |
| 2013    | 2014    | 2015    | 2016    | 2017    | 2018    | 2019    |
| ↘14 426 | ↘14 285 | ↘14 207 | ↘14 039 | ↘14 026 | ↘13 972 | ↘13 967 |
| 2020    | 2021    | 2022    |         |         |         |         |
| ↘13 909 | ↘13 845 | ↘13 708 |         |         |         |         |